# Bastard-Schwertlilie

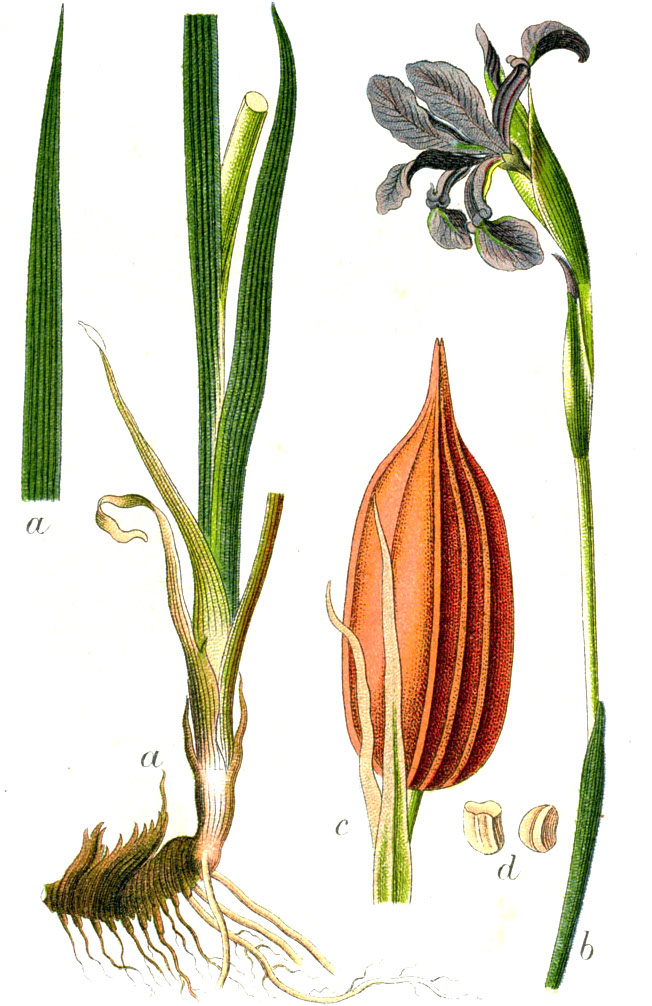
Bastard-Schwertlilie (Iris spuria) Illustration von Johann Georg Sturm

Die Bastard-Schwertlilie (Iris spuria), auch Salzwiesen-Schwertlilie, ist eine Pflanzenart aus der Gattung der Schwertlilien (Iris).

## Beschreibung
Die Bastard-Schwertlilie ist eine ausdauernde, krautige Pflanze, die Wuchshöhen zwischen 30 und 50 Zentimetern erreicht. Die Art ist ein Kryptophyt und bildet unterirdisch ein verzweigtes Rhizom aus. Der Stängel ist aufrecht und fast rund, er trägt meist mehr als zwei Stängelblätter. Die starr aufrecht stehenden Grundblätter sind zwischen 25 und 90 cm lang aber nur zwischen 0,5 und 1,5 cm schmal. Werden sie zwischen den Fingern zerrieben, verströmen sie einen starken unangenehmen Geruch. 
Von Mai bis Juni bilden die Pflanzen in der Regel zwischen zwei und vier Blüten aus, bleiben manchmal aber auch einblütig. Die Blütenstiele sind 1 bis 2 cm lang. Die zwittrigen Blüten sind dreizählig. Es sind sechs Blütenhüllblätter vorhanden, die trompetenförmig verwachsen sind; drei äußere als sogenannte „Hängeblätter“, sowie drei innere „Domblätter“. Die Hängeblätter sind blauviolett und am Grund weißlich-gelblich, sie sind bartlos und rotviolett geadert. Die Domblätter sind violett.
Bei befruchteten Blüten kommt es zur Ausbildung von Kapselfrüchten, die zu den sogenannten lokuliziden Kapseln zählen. Sie reißen bei Reife an den Rückennähten von jedem Fruchtblatt auf.
Die Chromosomenzahl beträgt 2n = 22.

## Verbreitung
Das Hauptverbreitungsgebiet der Bastard-Schwertlilie liegt in Südeuropa und im Mittelmeergebiet. Vereinzelte Vorkommen finden sich südlich von Mainz, und sehr kleine Vorkommen in Niederösterreich und im Burgenland im Gebiet der pannonischen Flora. Seit 1955 sind auch Vorkommen in der Öresundregion bekannt.
Für den Bestand in Rheinland-Pfalz hat die Art ihren Verbreitungsschwerpunkt in der Bodenheimer Aue und streut etwas nach Süden in den nördlichen Teil der Mannheim-Oppenheimer Rheinniederung aus. Sie zählt zu den extrem seltenen Stromtalarten in Rheinland-Pfalz. Sie besitzt ihren ökologischen Schwerpunkt in den trockeneren Bereichen der Stromtalwiesen und zeigt damit Tendenzen zum Cirsio tuberosi-Molinietum arundinaceae.
Die oben beschriebenen Vorkommen bei Mainz könnten möglicherweise natürlichen Ursprungs sein, sie wären dann Reliktstandort eines ehemals nach Westen ausgreifenden Areals, das die Art in einer der Vereinigungsperioden der folgenden Warmzeit erreicht hätte. Die übrigen Standorte in Deutschland sind durchweg von Menschenhand entstanden, da die Art traditionell als Zierpflanze gehalten wird. Sie ist wohl aus Kultur ausgebrochen oder wurde ausgepflanzt.
Generell braucht die Art einen sonnigen Standort auf einem neutralen bis alkalischen, durchlässig, sandig-lehmigen Boden.

## Systematik
Neben dem nominotypischen Taxon Iris spuria subsp. spuria existieren noch mehrere Unterarten der Bastard-Schwertlilie.
- Iris spuria subsp. carthaliniae (Fomin) B.Mathew: Sie kommt im Kaukasus vor.[5]
- Iris spuria subsp. demetrii (Achv. & Mirzoeva) B.Mathew: Sie kommt von der nordöstlichen Türkei bis Transkaukasien vor.[5]
- Iris spuria subsp. musulmanica (Fomin) Takht.: Sie kommt von der Türkei bis zum Iran vor.[5]
- Iris spuria subsp. spuria: Sie kommt von Mitteleuropa bis Südschweden vor.[5]

Nicht mehr zu dieser Art gehört:
- Iris spuria subsp. guldenstaedtiana (Lepech.) Soldano => Iris halophila var. halophila angesehen.[5]
- Iris spuria subsp. maritima (Dykes) P.Fourn. => Iris reichenbachiana Klatt[5]
- Iris spuria subsp. notha (M.Bieb.) Asch. & Graebn.  => Iris notha M. Bieb.[5]
- Iris spuria subsp. sogdiana (Bunge) B. Mathew  => Iris halophila var. sogdiana (Bunge) Grubov gestellt.[5]

## Kultur
Die Bastard-Schwertlilie ist traditionell als frostharte Kulturpflanze in Gärten verbreitet. An der Art wurde lange gezüchtet und eine Vielzahl verschiedener Sorten erzeugt. Berühmt ist eine gelbe Hybride Iris spuria 'Candle Lace' und eine hell violette Iris spuria 'Anacapa', aber auch viele andere Züchtungen.